# Hans-Christoph Hoppensack

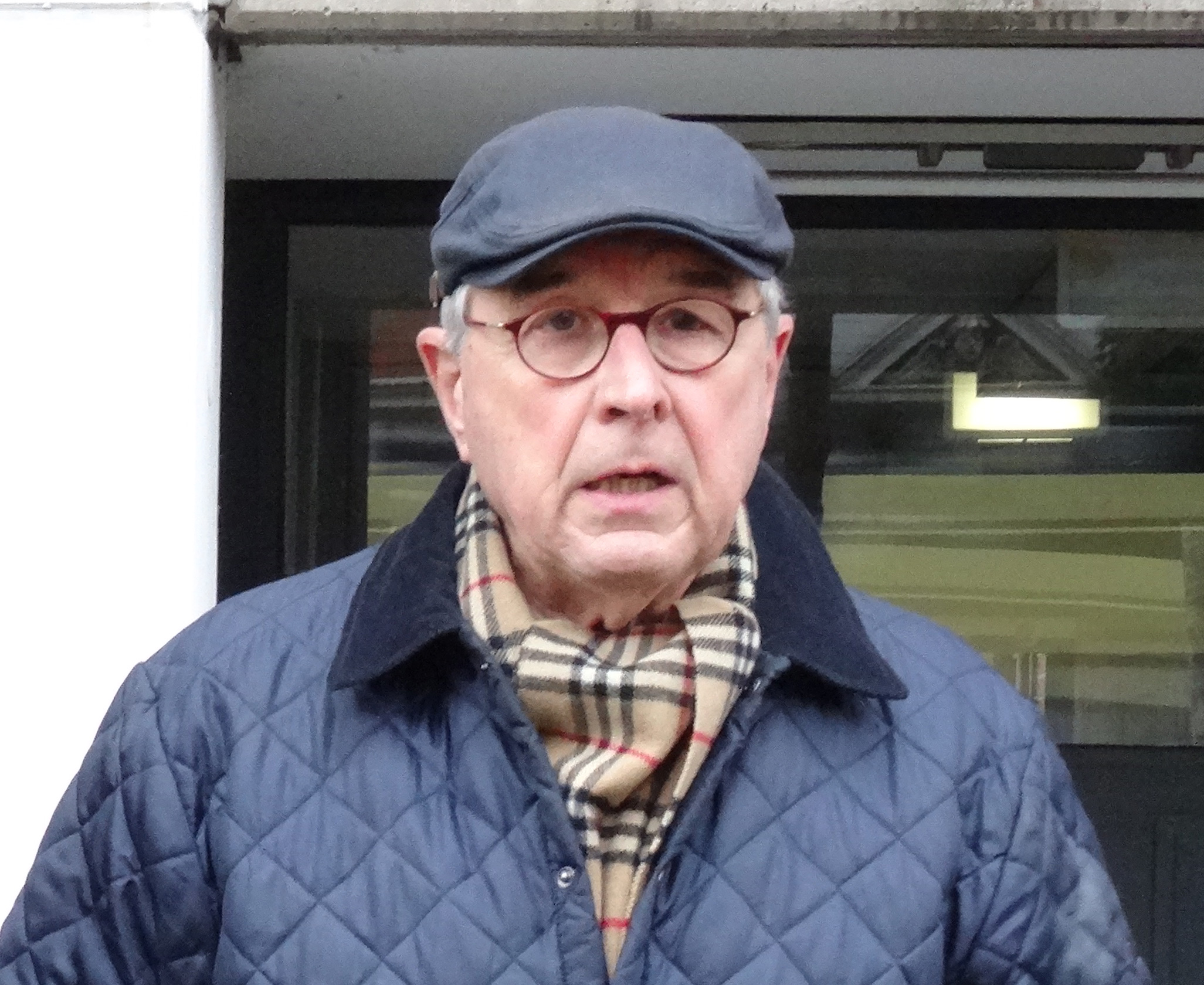
Hans-Christoph Hoppensack

Hans-Christoph Hoppensack (* 23. März 1939 in Kiesewald, Landkreis Hirschberg, Provinz Schlesien; † 9. November 2023 in Bremen) war ein deutscher Jurist und Politiker (SPD) sowie Bremer Staatsrat.

## Leben

### Familie und Ausbildung
Hoppensack ist ein Sohn eines Versicherungskaufmanns und einer Bankkauffrau. Aufgewachsen ist er in Schlesien, Scheeßel, Kreis Rotenburg, und in Bremen. 1959, nach dem Abitur in Bremen, studierte er von 1959 bis 1965 Rechtswissenschaften und Sozialpädagogik an der Universität Hamburg. Er absolvierte von 1965 bis 1969 sein juristisches Referendariat in Bremen und Berlin. 1968 promovierte er zum Dr. jur. und bestand 1969 das Zweite Juristische Staatsexamen.

Wenn er nicht ehrenamtlich unterwegs war, versuchte er sich gern im Malen und Zeichnen.
Hoppensack war verheiratet und hatte zwei Töchter. Er wohnte in der Östlichen Vorstadt in Bremen. Die Bremer Politikerin Jutta Kellmann-Hoppensack war seine Schwägerin. Beerdigt wurde er auf dem Riensberger Friedhof.

### Beruf
1969/1970 war er als Jugendstaatsanwalt in Bremerhaven tätig. Er wechselte 1970 zum Senator für Soziales, Jugend und Sport in Bremen und nahm die Stelle eines Referenten für Sozialhilfe wahr. Von 1972 bis 1979 war er Leiter des Sozialamts Bremen.
1979 erhielt er die Berufung zum Senatsdirektor bzw. Staatsrat beim (zuletzt) Senator für Arbeit, Frauen, Gesundheit, Jugend und Soziales und er war bis Ende 2000 Vertreter der Senatoren/Senatorinnen Henning Scherf (SPD), Sabine Uhl (SPD), Irmgard Gaertner-Fichtner (SPD), Christine Wischer (SPD) und Hilde Adolf (SPD). Nachfolger in diesem Amt wurde Arnold Knigge.
Seine beruflichen und politischen Schwerpunkte waren die Sozialpolitik, insbesondere die Sozial- und Jugendhilfe, die Gesundheitspolitik, aber auch die Wohnungspolitik und der Strafvollzug mit der Straffälligenhilfe.

### Mitgliedschaften
- Hoppensack war Mitglied der SPD und dort in verschiedene Gremien aktiv, zuletzt ca. 25 Jahre in der Landesschiedskommission.
- Er war Mitarbeiter in überregionalen Gremien: Von 1973 bis 1990 als Mitglied im Fachausschuss Sozialpolitik beim Bundesverband der Arbeiterwohlfahrt, von 1980 bis 2000 als Mitglied des Sozialausschusses des Deutschen Städtetages, von 1987 bis 2000 als Mitglied im Fachausschuss des Deutschen Vereins für öffentliche und private Fürsorge sowie in deren Hauptausschuss, von 1979 bis 2000 in verschiedenen Ausschüssen des Bundesrates.
- Er war von 1988 bis 2001 im Kuratorium des Deutsch-Französischen Jugendwerks als Vertreter der Jugendminister und Senatoren der Länder.
- Er war Mitbegründer und im Vorstand der Bürgerstiftung Bremen (bis 2014 als Vorsitzender),
- Er war Mitglied in den Vorständen im Bürgerhaus Weserterrassen, der Wilhelm Kaisen Bürgerhilfe und der Arbeiterwohlfahrt Bremen (AWO).
- Er war Mitglied und langjähriger Vorsitzender des Vereins Bremische Straffälligenbetreung.
- Er war Mitglied im Verein BremerLeseLust.
- Sein besonderes Interesse galt in späteren Jahren der Demokratiepolitik. Hier zeichnet er mitverantwortlich für das Bremer Netzwerk Bürgerbeteiligung und die Initiative „Demokratie beginnt mit uns“, beides Projekte der Bürgerstiftung Bremen.

## Werke (Auswahl)
- Über die Strafanstalt und ihre Wirkung auf Einstellungen und Verhalten von Gefangenen. Dissertation Universität Hamburg, Otto Schwartz Verlag, Göttingen 1969.
- Nichtsesshaftenhilfe in der Sackgasse. In: Gefährdetenhilfe, 1977, S. 4 ff.
- Plädoyer zur Abschaffung der Nichtsesshaftenhilfe. In: Theorie und Praxis der sozialen Arbeit, TuP 1977. S. 206 ff.
- Sozialhilfe vor der Demontage, mit Heinz Niedrig. In: TuP 1977, S. 363 ff.
- Sozialhilfereform – Eine Zwischenbilanz steckengebliebener Ansätze, mit Stephan Leibfried. In TuP 1981, S. 404 ff.
- Hilfe zur Arbeit in der Krise, Praxis ohne Recht? Recht ohne Praxis?, mit Gerd Wenzel. In TuP 1983, S. 296 ff.
- Hilfe zur Arbeit und Arbeitszwang, mit Gerd Wenzel. In: Politik der Armut und die Spaltung des Sozialstaats, herausgegeben von Stephan Leibfried und Florian Tennstedt, 1985, S. 249 ff.
- Die moderne Kommunalverwaltung braucht die Eigeninitiative der Bürger. In Demokratische Gemeinde, Sondernummer, 1985, S. 66 ff.
- Neuorganisation kommunaler Sozialdienste in Bremen, mit K.Bronke und F.Kriebisch. In: TuP1987, S. 268 ff.
- Warum Sozialverwaltung Praxisforschung braucht, mit K.Bronke. In: M. Heiner, Praxisforschung, Freiburg 1988.
- Was bestimmt die Jugendhilfe ? –Steuerungsinstrumente: Organisation, Finanzen, Recht versus sozialpädagogische Inhalte. In: Dieter Kreft, Johannes Münder(Hg), Quo vadis Jugendhilfe, Institut für soziale und Kulturelle Arbeit, Nürnberg 1991, S. 130 ff.
- Die Bürgerstiftung Bremen – ein Anstoß für Bremen auf dem Weg zur Bürgerstadt. In: Bernd-Artin Wessels: Stiften in Bremen, Edition Temmen, Bremen 2007.
- Kevins Tod- ein Beispiel für missratene Kindeswohlsicherung. In: Unsere Jugend, Heft 7/8/2007 S. 290–305 sowie in: Vernachlässigte Kinder besser schützen – Sozialpädagogisches Handeln bei Kindeswohlgefährdung,2. Auflage München 2012, Seite 144–171.